# PNC Park
PNC Park es un estadio de béisbol localizado en Pittsburgh, Pensilvania, Estados Unidos. Es la casa de los Pittsburgh Pirates, equipo de las Grandes Ligas de Béisbol. Fue inaugurado en 2001, poco después de la demolición del antiguo estadio de los Pirates, el Three Rivers Stadium. El estadio se llama así luego de que en 1998 la compañía "PNC Financial Services" comprara los derechos para el nombre del estadio.
Fundado junto con el Heinz Field, el estadio está ubicado junto al Río Allegheny, en la parte norte de la ciudad. El estadio fue construido al estilo de los estadios clásicos, como el Fenway Park pero introduciendo algunos elementos nuevos como el uso de la caliza. Se caracteriza porque los asientos están muy cerca del terreno de juego; por ejemplo, el bateador está más cerca de los asientos detrás del plato que del lanzador. Además, cuenta con muchos locales de comida y una sección de asientos donde el aficionado puede comer todo lo que quiera por un único precio. 
En su corta historia, destaca la realización del Juego de Estrellas de las Grandes Ligas de Béisbol de la temporada 2006, el quinto efectuado en esta ciudad. Ha sido clasificado como uno de los mejores estadios de béisbol de los Estados Unidos.